# Doris Pitkin Buck
Doris Pitkin Buck est un auteur américain de science-fiction, née le 3 janvier 1898 et morte le 4 décembre 1980.

## Biographie
Elle naît à New York en 1898. Elle suit des études au Bryn Mawr College, dont elle sort diplômée en 1920, puis à l'Université Columbia dont elle est diplômée en 1925. Elle est figurante sur des plateaux de télévision avant de se marier avec Richard Buck.
Elle enseigne la langue anglaise à l'Université d'État de l'Ohio et devient l'un des membres fondateurs de la Science Fiction and Fantasy Writers of America.
Elle a publié de nombreux récits de science fiction ainsi que des poèmes, la plupart dans The Magazine of Fantasy & Science Fiction. 
Elle meurt à 82 ans d'une embolie pulmonaire.

## Nouvelles (non exhaustif)
- Un petit oracle de rien du tout, 1955 ((en) Two-bit oracle, 1954)
- Naissance d'un jardinier, 1964 ((en) Birth of a gardener, 1961)
- Le Monde des illusions, 1964 ((en) Come where my love lies dreaming, 1964)
- La Plume bleue, 1967 ((en) The Little Blue Weeds of Spring, 1966)Nouvelle proposée au prix Nebula de la meilleure nouvelle courte.
- Pourquoi ils ont envahi la Maison blanche, 1984 ((en) Why They Mobbed the White House, 1968)Nouvelle publiée dans l'anthologie Orbit 3.
- (en) The Giberel, 1971